# Praxède de Rome
Pour les articles homonymes, voir Sainte Praxède (homonymie).
Cet article possède un paronyme, voir Sainte-Praxède (homonymie).
Praxède (Praxedes en latin), selon une légende hagiographique tardive et dépourvue d'autorité, aurait été une vierge romaine dont le père, saint Pudens, serait identique au Pudens salué par saint Paul à la fin d'une de ses épîtres (2 Tm 4, 21) ; elle serait la sœur de la tout aussi problématique sainte Pudentienne.
C'est une sainte chrétienne des Églises catholique et orthodoxes célébrée le 21 juillet, mais sa fête, ainsi que celle de sa sœur prétendue Pudentienne, a été supprimée du calendrier liturgique romain depuis la réforme de 1969 au motif que l'existence du personnage ne pouvait être établie.

## Hagiographie
D'après sa légende, les Actes pseudépigraphes BHL 6988-6989 placés sous le nom du prêtre Pastor, censé être contemporain des faits – mais probablement rédigés, en réalité, au début du VIe siècle par un clerc du parti de l'antipape Laurent dans le contexte du schisme laurentien (498-506) –, Praxède aurait vécu à Rome sous le règne des empereurs Antonin le Pieux et son successeur Marc Aurèle. Sœur de Pudentienne ou plutôt Potentienne (comme l'appellent les Actes), elle emploie ses richesses à secourir les chrétiens en difficulté, qu'elle réconforte et à qui elle rend tous les devoirs de la charité. Elle cache les uns dans sa maison, exhorte les autres à persévérer dans la foi, et ensevelit les fidèles défunts. Les deux sœurs font construire un baptistère dans leur demeure, où se trouve déjà une chapelle, pour faire baptiser les catéchumènes. Elles sont aidées dans leur entreprise par le pape Pie Ier (140-154) et le prêtre Pastor. Potentienne meurt (mais non en martyre) à l'âge de seize ans, un 22 avril, et est inhumée près de son père dans la Catacombe de Priscille, sur la via Salaria, le 19 mai suivant.

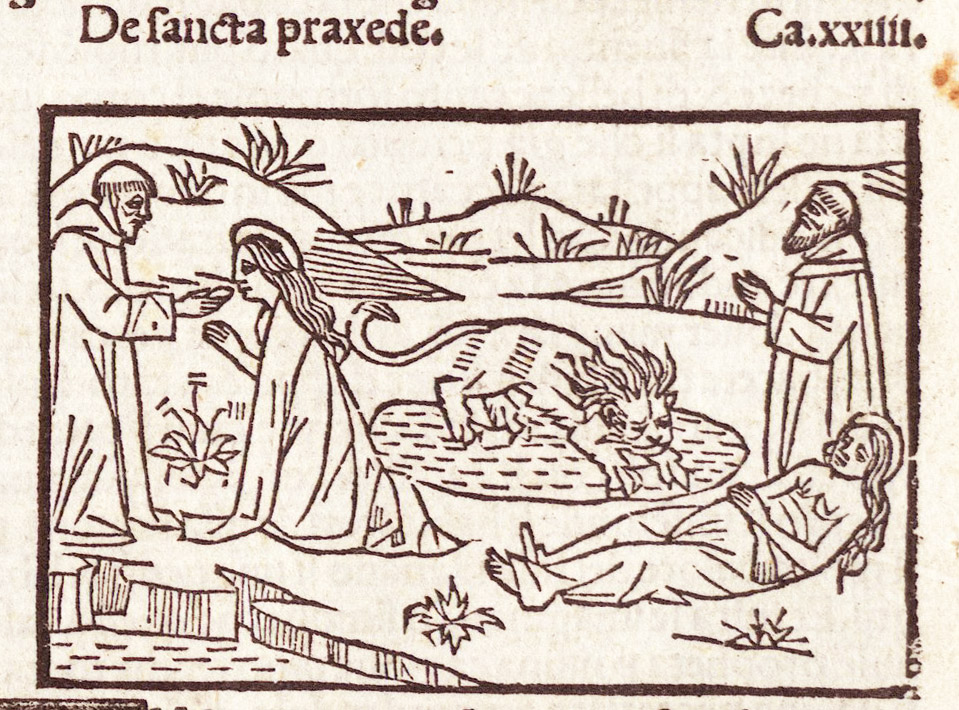
Praxède dans La Légende dorée (1497).

Après la mort de sa sœur Potentienne, qui lui causa la plus vive douleur, Praxède continua d'habiter le même titulus et reçut la visite de nombreux chrétiens venus la consoler. Parmi ceux-ci Novatus, frère de Timothée, la tint dans une telle estime qu'il lui légua, à sa mort qui survint bientôt, tous ses biens et les thermes désaffectés qu'il possédait dans le Vicus Patricius. Praxède fit transformer ces thermes en une église qui fut consacrée par le pape Pie et placée sous le vocable de Sainte-Potentienne. Deux années plus tard éclata une grande persécution contre les chrétiens. Dans l'église dédiée à sa soeur, la vierge cacha des fidèles traqués dont elle eut soin. Elle ne put cependant empêcher l'arrestation et la mise à mort immédiate du prêtre Symetrius et de ses vingt-deux compagnons, dont elle recueillit nuitamment les corps pour les ensevelir dans le cimetière de Priscille, un 26 mai. En proie à une affliction extrême, Praxède demanda au Seigneur la grâce de quitter ce monde et fut exaucée au douzième jour des calendes d'août (21 juillet). Le prêtre Pastor l'ensevelit auprès de son père Pudens dans le cimetière de Priscille sur la Via Salaria. 

## Origine de la légende
Dans le quartier romain de l'Esquilin, non loin du titulus Pudentis qui devint ecclesia Pudentiana (« église pudentienne », c'est-à-dire « église de Pudens ») puis, par contresens, ecclesia Pudentianae (= « église de Pudentienne » : une sainte naquit ainsi), se trouvait une autre paroisse nommée titulus Praxidae (« titre de Praxidas ») dans les actes du synode romain de 499. On ne sait rien de ce Praxidas, sinon que la fondation du titulus doit très probablement lui être attribuée. 
Dans les actes du synode romain de 595, cette dénomination se transforme et devient titulus sanctae Praxedis, « titre de sainte Praxède » : le personnage de la vierge Praxède, dans l'intervalle, avait été forgé par l'hagiographe de BHL 6988-6989, « légende de fondation » expliquant à la fois l'origine du titulus de Pudens devenu ecclesia Pudentiana(e) et celle du titulus de Praxidas. La création de liens de parenté entre saints réels ou fictifs – procédé hagiographique bien connu depuis les travaux de Delehaye – fit ainsi de Pudens (personnage réel, mais obscur, certainement le fondateur du titulus portant son nom, et ayant peut-être vécu au IIIe siècle), le père des saintes fictives Pudentienne et Praxède.
Les Actes de Pudens, Potentienne et Praxède ne sont toutefois pas une légende de fondation comme les autres, qui aurait eu pour seule fonction de satisfaire la curiosité des fidèles. Leur genèse s'éclaire si l'on considère l'actualité ecclésiale de l'époque. À Rome, les années 498-506 sont marquées par le schisme laurentien : l'antipape Laurent était archiprêtre du titulus de Praxidas/Praxède et semble avoir été soutenu par le clergé du titulus Pudentis. Le roman hagiographique BHL 6988-89 (qui valorise les deux tituli susdits et fait insidieusement de la propagande pour la date du 22 avril, préférée par les Laurentiens pour fêter Pâques alors que le pape Symmaque venait d'imposer la date du 23 mars) fut probablement conçu par le parti laurentien comme une « machine de guerre » dirigée contre Symmaque, lequel ne se privait pas, de son côté, de recourir lui aussi, pour légitimer ses prétentions, à la fabrication de faux documents hagiographiques, à savoir les Faux symmachiens, qui incluent entre autres la Constitutio Siluestri et les Gesta Liberii .

## Célébration
Avant sa suppression du calendrier en 1969, Praxède était fêtée dans l'église catholique romaine le 21 juillet. La légende veut qu'elle ait été enterrée près de son père Pudens et de sa sœur Potentienne ou Pudentienne. Une église lui fut dédiée à Rome. Le pape Pascal Ier la fit reconstruire en 817 (dédicace le 20 juillet) : c'est aujourd'hui la basilique Sainte-Praxède de Rome, qui conserve, selon la tradition, un morceau de la colonne contre laquelle a lieu la flagellation du Christ.

## Liens
- Ressource relative à la littérature :   - Archives de littérature du Moyen Âge
- Notices d'autorité :   - VIAF
  - GND
  - Vatican
  - Brésil